# 완족동물
완족동물(腕足動物) 또는 완족류는 완족동물문에 속하는 동물의 총칭이다. 개맛, 고려조개사돈 등을 포함하고 있다.

## 특징
완족동물의 촉수관은 연체동물의 발과 유사하다. 바다에 살고 바위와 다른 동물에 고착하지만 어떤 것은 모래진흙 속에 살며 군체를 이루지 않는다. 세계적으로 300종 이상이 알려져 있으며 화석종은 30,000종이나 된다. 화석은 캄브리아기 이래로 알려져 있다. 한국에서는 무관절강 1종, 유관절강 8종이 밝혀져 있다.
선구동물과 후구동물의 특징을 가진 좌우대칭의 체강동물이다. 각(shell)이 2장이고 외투를 가지는 점에서 연체동물의 부족류와 닮았지만 2각의 크기가 다르고, 2각이 배복으로 붙어 있는 점이 부족류와 다르다. 내부에는 내장낭(內臟囊, visceral sac), 2개의 외투(外套, mantle) 및 2개의 완(腕, arm)이라 불리는 촉수관이 있고 병부는 각의 바깥으로 길게 나와 있다.외투에는 강모가 나 있고 이들은 외투의 표피에서 자극을 전달하는 감각기로 작용한다. 근육에는 체벽, 완, 각의 기부 및 병부에 발달한다. 소화관은 체강 내에 있고 입,식도, 소화샘으로 둘러싸인 위, 장, 직장, 항문으로 되어 있는데, 유관절류에는 항문이 없고 끝이 막혀 있다. 혈관계는 개방혈관계이고 심장은 위의 위쪽에 있다. 배설기는 1쌍 또는 2쌍의 후신관으로써 내장낭 아폭에 있는 누두와 체강에 열려 있다. 유생은 자유유영을 한다.

## 분류
- 개맛강 (Lingulata) - 이전에는 무관절강(Inarticulata)으로 분류
  - 개맛목 (Lingulida) - 개맛 포함
- 크라니아강 (Craniata 또는 Craniforma) - 이전에는 무관절강(Inarticulata)으로 분류
  - 크라니아목 (Craniida)
  - Craniopsida
  - Trimerellida
- 유훼강 (Rhynchonellata) - 이전에는 유관절강(Articulata)으로 분류
  - 유훼목 (Rhynchonellida)
  - Thecideida
  - 유혈목 (Terebratulida) - 고려조개사돈 포함